# TBS NEWS DIG
TBS NEWS DIG (/ ティービーエス・ニュースディグ Tībīesu nyūsudigu) là trang mạng tin tức thuộc sở hữu của hai nhà đài lớn là Tokyo Broadcasting System và JNN (Japan News Network). Trang mạng chính thức ra mắt vào ngày 18 tháng 4 năm 2022, thay thế TBS NEWS.

## Logo

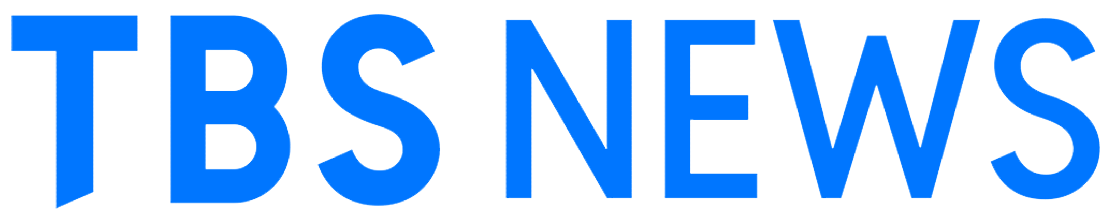
2020 – 17 tháng 4, 2022
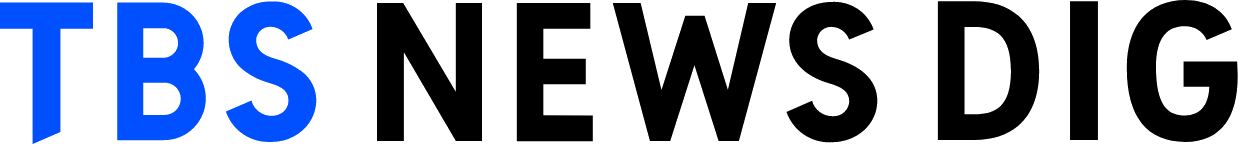
18 tháng 4, 2022 – nay